# Villefavard
Villefavard är en kommun i departementet Haute-Vienne i regionen Nouvelle-Aquitaine i västra Frankrike. Kommunen ligger i kantonen Magnac-Laval som tillhör arrondissementet Bellac. År 2022 hade Villefavard 164 invånare.

## Befolkningsutveckling
Antalet invånare i kommunen Villefavard
| Referens: INSEE |